# Любителі місяця: Червоне серце Рьо
Любителі місяця: Червоне серце Рьо (кор. 달의 연인 - 보보경심 려, інша назва: Багряні серця: Корьо) — південнокорейський телевізійний серіал за участю Лі Джун Гі, Лі Чі Ин та Кан Ха Ниля. Серіал виходив в ефір з 29 серпня по 1 листопада 2016 року на телеканалі SBS кожного понеділка та вівторка о 22:00, для 20 серій.

## Сюжет
Під час повного сонячного затемнення 25-річну жінку 21 століття, Го Ха Джін, перевозять назад у часі до династії Корьо. Вона прокидається в 941 році в тілі Хе Су, серед багатьох королівських принців правлячої родини Ван під час правління короля Тхеджо. Спочатку вона закохується в ніжного і душевного 8-го принца Ван Ука, а пізніше Ван Со, страшного 4-го принца, який ховає обличчя за маскою і отримує принизливий ярлик «собака-вовк». У міру розвитку історії Хе Су несвідомо опиняється в палацовій політиці та суперництві серед принців, коли вони борються за трон.

## У ролях
- Лі Джун Гі — Ван Со
- Лі Чі Ин — Го Ха Джін / Хе Су
- Кан Ха Ниль — Ван Ук